# 誰も知らない 〜子不語〜
『誰も知らない 〜子不語〜』（だれもしらない ツプゥユウ）（中国語: 子不语）は、夏達によるファンタジー漫画作品。原語版の「子不语」は中国の少女漫画誌『可愛100』（漫友雑誌社）で2008年より、日本語版は『ウルトラジャンプ』（集英社）で2009年から2010年まで連載。日本語版の副題「子不語」は「ツプゥユウ」とルビが振られる。

## あらすじ
古建築や美術品の修復を生業とする両親とともに、9歳の少女莫語（もう ゆう）は都会から田舎町へと越して来る。豊かな自然を残すこの町で語は新しい友人たちと楽しく暮らすが、やがて不思議な出来事を体験していく。語は精霊や仙人たちと交流できる「言能者」であった。

## 背景
『論語』に「子不語怪力乱神」という言葉があり、清代の文人袁枚が妖怪にまつわる説話を集めた『子不語』という題名の書物を著している。夏達の漫画作品「子不語」でも登場人物が袁枚の『子不語』を読む場面が描かれている。
作品の舞台となっている山村は作者が少女時代を過ごした湖南省の町をモデルにしており、作中のエピソードにはそこでの体験から着想を得たものもある。
原語版「子不語（子不语）」は漫画誌『漫友』関連誌『可愛100』で2008年に掲載が開始。同年には第3話「影」が金竜賞の少女漫画部門最優秀賞を受賞。
作者が所属する漫画家集団「夏天島工作室」は『週刊少年ジャンプ』で編集担当を勤めた松井栄元と交流があり、松井と『ウルトラジャンプ』編集長茂木行雄の働きかけにより本作が『ウルトラジャンプ』で連載される運びとなった。『ウルトラジャンプ』での連載は2009年より開始、同年には日本語版の単行本『誰も知らない 〜子不語〜』第1巻が発行された。
中国語版が左から右に読むように描かれているのに対し、日本語版では右から左に読むように編集が施されている。設定や前後関係に矛盾が生じない限り中国語版を左右反転したものが用いられている。

## 註
1. ↑  『ウルトラジャンプ』2009年7月号作者巻末コメント
2. ↑  『誰も知らない 〜子不語〜 1巻』30頁、60頁
3. 1 2  子不语介绍（搜狐动漫）
4. ↑  第5回金竜賞
5. ↑  独家爆料：车田正美编辑自曝被尾崎南欺骗经过 - 我们的故事（姚非拉ブログ）